# 174 (numero)
Centosettantaquattro (174) è il numero naturale dopo il 173 e prima del 175.

## Proprietà matematiche
- È un numero pari.
- È un numero composto con i seguenti 8 divisori: 1, 2, 3, 6, 29, 58, 87, 174. Poiché la somma dei suoi divisori (escluso il numero stesso) è 186 > 174, è un numero abbondante.
- È un numero semiperfetto in quanto pari alla somma di alcuni (o tutti) i suoi divisori.
- È un numero nontotiente (per cui la equazione φ(x) = n non ha soluzione).
- È un numero sfenico.
- È parte delle terne pitagoriche (120, 126, 174), (174, 232, 290), (174, 832, 850), (174, 2520, 2526), (174, 7568, 7570).
- È un numero congruente.
- È un numero intero privo di quadrati.
- È un numero odioso.

## Astronomia
- 174P/Echeclus è una cometa periodica del sistema solare.
- 174 Phaedra è un asteroide della fascia principale del sistema solare.
- NGC 174 è una galassia spirale della costellazione dello Scultore.

## Astronautica
- Cosmos 174 è un satellite artificiale russo.